# Thief II: The Metal Age
Thief II: The Metal Age é um jogo eletrônico de stealth em primeira pessoa, continuação de Thief: The Dark Project, desenvolvido pela Looking Glass Studios e publicado pela Eidos Interactive usando o motor melhorado da Dark Engine, inicialmente utilizado em seu antecessor da série. O jogador assume o papel de Garrett, um mestre ladrão que se compromete em missões de roubo, furto, sequestro e sabotagem. Está situado mais uma vez num mundo steampunk de fantasia semelhante a Idade Média, com tecnologias mais avançadas intercaladas.

## Recepção
Thief II recebeu multiplas críticas positivas, e sua recepção comercial foi forte. O jogo foi bastante inovador, definiu diversos elementos e mecânicas do gênero que passaram a ser utilizados na maioria dos outros jogos de stealth subsequentes. No entanto, a Looking Glass enfrentou problemas de dívidas extremas e as receitas de Thief II eram processadas lentamente, o que levou ao fechamento da empresa em 2000. Logo, a Ion Storm Inc. lançou a continuação da franquia com Thief: Deadly Shadows, em 2004.